# Liptovská Lúžna
Liptovská Lúžna (Hongaars: Lúzsna) is een Slowaakse gemeente in de regio Žilina, en maakt deel uit van het district Ružomberok.
Liptovská Lúžna telt 2.901 inwoners.